# Komitet planowania przemysłowego
Komitet planowania przemysłowego (Industrial Planning Committee - IPC) został powołany na mocy Traktatu Północnoatlantyckiego w 1950 roku. Jest jednym z dziewięciu specjalnych komitetów NATO, wykonujących działania z zakresu planowania obrony cywilnej na sytuację zagrożeń (CEP). Podlega bezpośrednio pod wysoki komitet planowania centralnego na sytuacje nadzwyczajnych zagrożeń (SCEPC).
Komitet planowania przemysłowego zajmuje się zapewnieniem ciągłości produkcji kluczowych zasobów przemysłowych oraz ich dystrybucji pomiędzy państwami Sojuszu w sytuacjach kryzysowych, zarówno dla sektora cywilnego, jak i wojskowego. W zakresie obowiązków komitetu znajduje się również planowanie mobilizacji cywilnych ośrodków przemysłowych na czas kryzysu i wojny.